# Кондрацький Адольф Адольфович
Адольф Адольфович Кондрацький (17 травня 1934, Харків — † 25 квітня 2015, Київ) — український історик, дослідник історії України другої половини XX століття, кандидат історичних наук, громадський діяч.

## Біографія
Народився 17 травня 1934 року в Харкові. 1958 року закінчив історико-філософський факультет Київського державного університету. У 1958–1964 роках — старший бібліограф Державної республіканської бібліотеки УРСР імені КПРС, у 1964–1966 роках — редактор історичної літератури видавництва «Наукова думка». У 1966–1978 роках — молодший науковий співробітник відділу історії міст і сіл УРСР, у 1978–1996 роках — старший науковий співробітник відділу сучасної історії України Інституту історії України НАН України. 1975 року, під керівництвом доктора історичних наук В. С. Петренка, захистив кандидатську дисертацію на тему: «Роль робітничого класу в суспільно-політичному житті 1959–1965 рр. (на матеріалах Української РСР)». Одночасно викладав історію України у вузах Києва.
Із 1996 – голова Київського товариства політв’язнів і жертв репресій, водночас у 1998–2008 займав посаду заступника голови, а з 2008 – секратаря комісії Київської міської ради з питань реабілітації прав громадян України, які постраждали від політичних репресій. 
Заснував і випускав альманах «Часопис київського політрепресантства», брав активну участь у діяльності Київського міського товариства імені Адама Міцкевича та редколегії газети «Дзенік Кійовски». Співпрацював та входив до складу редколегії інформаційного бюлетеня "Аспекти реабілітації".
Передчасна смерть першого голови Київського товариства політв'язнів та жертв репресій. С.М. Малєєва змусила провести позачергову конференцію Товариства та дострокові вибори його керівних органів. 25 листопада 1996 року позачергова конференція (117 делегатів) заслухала й обговорила звітну доповідь тимчасово виконуючого обов'язки голови Товариства В. З. Сідерського і обрала нову раду в складі Ю.Б. Азаренка, К. С. Афанаєьєвої, В. Х. Гладкова, О. П. Гурової, А. А. Кондрацького, В. А. Юшкевич та Е. А. Яшкевича. Згодом до ради було кооптовано Т. М. Різниченко та Н. І. Гаценко. Новообрана рада Товариства обговоривши запропоновані кандидатури, одноголосно обрала своїм головою А.А. Кондрацького.
Із 2004 – віце-президент Міжнародної асоціації жертв політ. репресій країн СНД.

## Основні праці

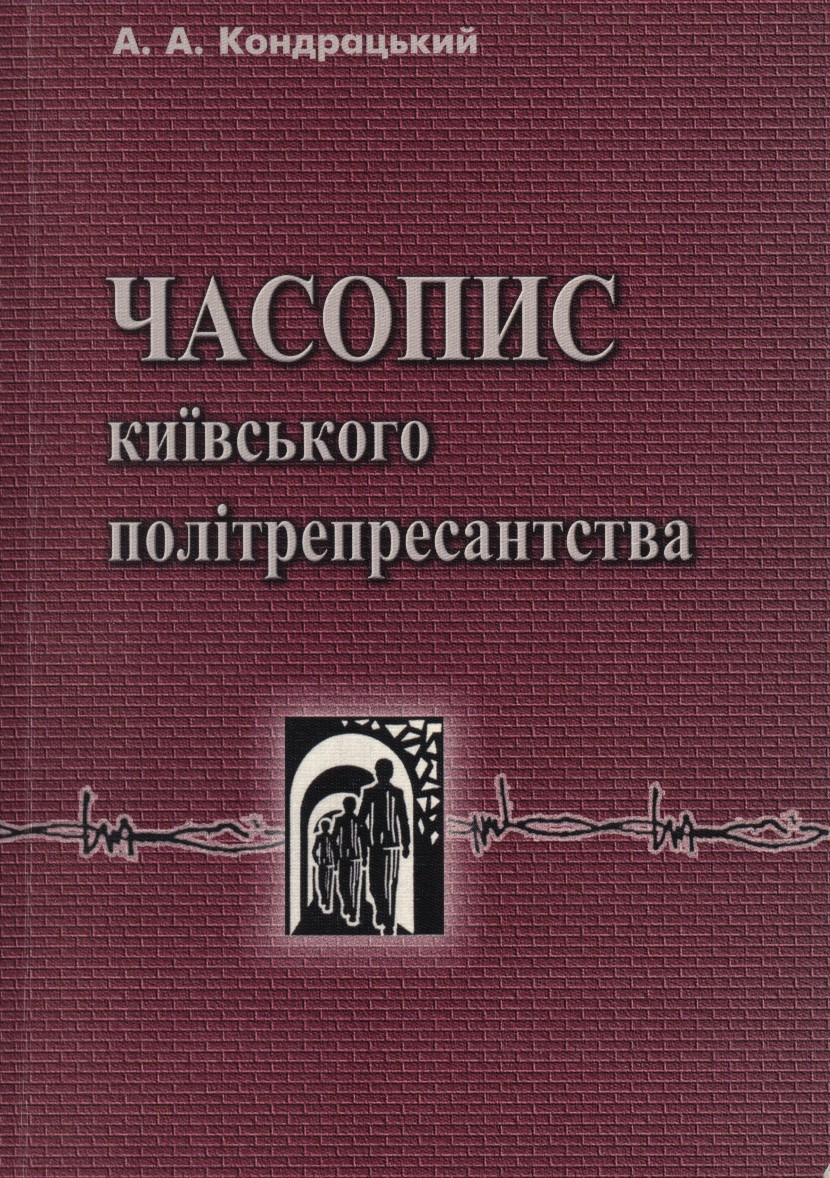
Часопис Київського політрепресанства (коротка історія Київського товариства політв'язнів та жертв репресій
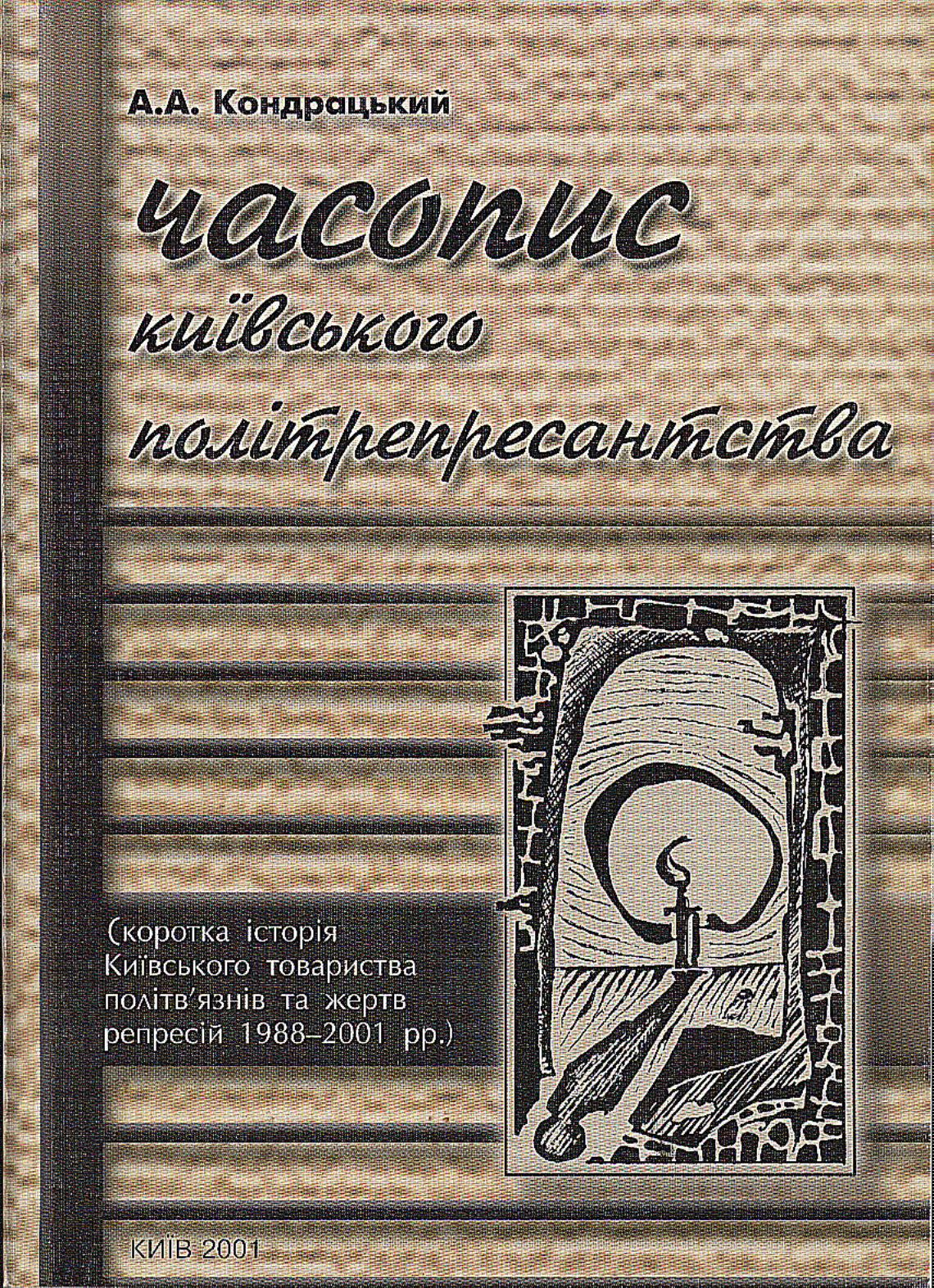
Часопис Київського політрепресанства (коротка історія Київського товариства політв'язнів та жертв репресій 1988–2001 рр.). — Київ, 2001

- Часопис Київського політрепресанства [Архівовано 26 травня 2019 у Wayback Machine.] (коротка історія Київського товариства політв'язнів та жертв репресій 1988–1998 рр.). — Київ, 1998;
- Матеріали Всеукраїнської конференції сумної пам'яті великого терору 1937 року «Злочин без кари» — Київ, 1998 (упорядник, у співавторстві)[недоступне посилання];
- История рабочих Донбасса. — том 2. — Київ, 1981 (у співавторстві);
- Суспільно-політична активність робітничого класу Української РСР в умовах розвинутого соціалізму. — Київ, 1978;
- Спортивний клуб «Наука». — Київ, 1978.